# Dubkí (Saràtov)
|  | Per a altres significats, vegeu «Dubkí». |

Dubkí (en rus: Дубки) és un poble (un possiólok) de l'óblast de Saràtov, a Rússia, segons el cens del 2016 tenia 4.853 habitants. Pertany al districte municipal de Saràtov.